# 로코노족

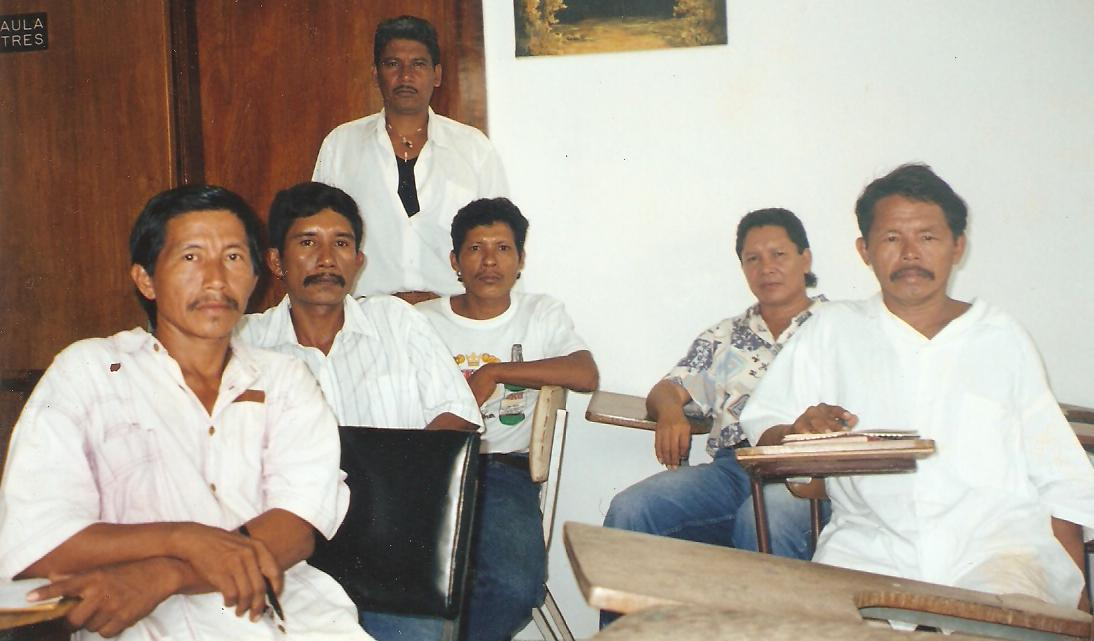

로코노족(Lokono) 또는 아라와크족(Arawak)은 남아메리카 북부 해안 지대에 사는 원주 민족이다. 약 1만 명이 가이아나의 해안 지대나 강 유역을 따라 주로 거주하며 베네수엘라, 수리남, 프랑스령 기아나에도 소수의 로코노족이 분포한다. 전통적으로 아라와크어족(Arawakan)에 속하는 언어이자 어족의 명칭의 유래가 된 아라와크어를 사용하나 현대에는 다양한 크리올 언어나 영어를 사용하는 인구도 있다.

## 같이 보기
- 아라와크어